# Ischnomesus vinogradovi
Ischnomesus vinogradovi is een pissebed uit de familie Ischnomesidae. De wetenschappelijke naam van de soort is voor het eerst geldig gepubliceerd in 1963 door Birstein.